# Артемо-Растівка
Арте́мо-Ра́стівка — село в Україні, у Тростянецькій громаді Охтирського району Сумської області. Населення становить 216 осіб. Колишній орган місцевого самоврядування — Мартинівська сільська рада.
Після ліквідації Тростянецького району 19 липня 2020 року село увійшло до Охтирського району.

## Географія
Село Артемо-Растівка знаходиться біля витоків річки Олешня, нижче за течією примикає село Золотарівка. На річці кілька загат. Поруч проходить автомобільна дорога Т 1913.

## Відомі люди

### Відомі уродженці
- Лапін Євген Васильович (1950) — народний депутат України 4-го та 5-го скликань.
- Притака Іван Павлович (1923—2002) — український фахівець у галузі енергетики.